# 網路盗版邊境管制
網路盜版邊境管制，是針對網路世界中存在的盜版行為，仿照現實環境海關查緝非法的仿冒、盜版品入境的概念，對相關IP位址進行「邊境管制」的措施。。
數位網路發展至今，自由無邊界的本質與著作權的保護常在相互抗爭之中，宣傳、廣告的優點與盜版的損害難以取得平衡，著作權人希望以低成本、高擴散的網路傳輸，又希望能維持一定的商業效益，適當之商業模式可有效降低網路侵權之損害，甚至藉助、轉化其負面效果為正面效益。因此，為了降低跨國海盜行為，「網路邊境」一詞因應產生，意指將無形的著作權產品視為貨物商品，在跨越國界的傳輸上，也以海關的概念把關。

## 各國立法例
- 英國：2010年英國數位經濟法（Digital Economy Act）第17、18條，授權商業大臣制定法規賦予法院得對ISP發布禁制令（injunction），要求ISP封鎖通向被法院認為已經、正在或可能被用於或與侵犯著作權活動相連的網站或相關服務之路徑。[2]

- 愛爾蘭：2012年2月愛爾蘭通過履行歐盟2001年著作權指令第8條之（3）規定（成員國有義務確保「權利持有人可以申請禁制令以禁止媒介機構的服務被第三人用來侵犯其著作權）的法律，提供封鎖侵權網站的法律依據。[3]

- 義大利：電信主管機關AGCOM已擬具電信法規修正草案，讓AGCOM有權向法院提出申請，對ISP發出封鎖(IP address & Domain name)境外侵權網站的命令，如ISP不願配合，AGCOM可處最高€150,000的高額罰款。預計將於2014年2月施行。[4]

- 法國：為落實歐盟著作權指令第8.3條，2009年創新及網路法（Creation and Internet Act）賦予民事法院為防免侵權採行包括封鎖網站在內的措施之權限。[5]

- 西班牙：2011年2月15日西班牙國會通過的「支持經濟法」授權文化部下轄之智慧財產權委員會可以對ISP提出移除特定網站侵權內容或阻止其使用者進入特定侵權網站之建議，網路經營者如不同意配合，則可移請法院命令ISP封鎖該網站。

- 南韓：2011年4月修正通過的電信營業法（Telecommunications Business Act）賦予電信委員會（Communications Commission）有權採行包括封鎖侵權網站在內的科技措施防止侵權。[6]

- 馬來西亞：1998年通信及多媒體法（1998 Communication and Multimedia Act）規定，ISP必須盡力防免其所提供之服務被利用來從事違背馬來西亞法律之犯罪行為。ISP並須配合主管機關之要求採行防止犯罪發生之措施，包括封鎖境外侵權網站。2012年3月生效的著作權法修正條文賦予法院得命ISP封鎖境外侵權網站及對國內侵權網站給予停權處分之權力。[7]

- 挪威：2013年5月7日挪威國會通過著作權法修正案賦予封鎖侵權網站的法院依據。新法於2013年7月生效。[8]

- 俄羅斯：2013年8月「反盜版法」正式實施。電影、電視劇的著作權人針對網路盜版提起訴訟，法庭可以在未判決前封鎖網站或是將網站暫時由相關托管機構進行管理。如果經審理，網站存在盜版，那麼著作權人可以獲得相應的賠償；若不存在盜版問題，法庭會停止封鎖網站。法庭可對網絡服務提供商作出長達15天封鎖網站的禁令。 [9]

- 新加坡：2013年11月律政部正研擬封鎖提供盜版電影或音樂網站的可能性，近期內將展開公共諮詢。新加坡政府去年在一份報告中提出解決盜版問題的方法之一就是網站封鎖。[10]

## 行政與司法判決案例
- 英國：2012年5月英國高等法院命令六個主要ISP業者必須阻斷其使用者進入「The Pirate Bay」網站。執行阻斷所需費用由ISP者負擔。「The Pirate Bay」網站瀏覽人次因此下滑了70%。英國高等法院又於2013年3月判令6個英國主要ISP業者必須在2013年3月底前阻斷其使用者進入3個英國知名侵權BT種子網站kat.ph、fenopy.se、h33t。阻斷措施包括阻斷IP位址及網域位址（URL）之混合措施。這6家ISP業者無異議接受法院命令並同意負擔阻斷措施所需費用。

- 丹麥：在丹麥IFPI控告「thepiratebay.org」侵權案中，法院命令ISP不得令其用戶接觸thepiratebay.org網頁及其附屬網頁（Sub-Pages）與附屬網域（Sub-Domains）。2012年2月丹麥法院命令一家ISP業者阻斷其使用者進入一個侵權串流音樂網站「Grooveshark」。二個月後其他丹麥主要ISP業者也跟進阻斷這個網站。雖然這個網站所提供的內容有部分是有經過授權的，但丹麥法院還是認為阻斷進入這個網站仍有其正當性，理由之一是這個網站很受丹麥年輕人歡迎。

- 義大利：在對「the Pirate Bay」刑事侵權告訴案件中，法院命全義大利所有ISP均須阻止其用戶進入「thepiratebay.org」網站及其他「thepiratebay.org」現在與未來轉址網域（other current and future domain names redirecting to the site）以及「thepiratebay.org」現在與未來的IP位址。

- 愛爾蘭：在控告「thepiratebay.org」網站侵權案中，法院命ISP須阻止其用戶進入「thepiratebay.org」網站及與「thepiratebay.org」相關網域以及「thepiratebay.org」IP位址。

- 芬蘭：在控告「thepiratebay.org」網站侵權案中，法院命ISP須移除「thepiratebay.org」之網域登入及封鎖「thepiratebay.org」所使用IP位址。

- 南韓：文化體育及觀光部（Ministry of Culture, Sports and Tourism）於2011年4月及12月分別要求電信委員會（Communications Commission）封鎖17個惡名昭彰的侵權網站及24個BT網站。電信及多媒體委員會（Communications and Multimedia Commission, SKMM）2011年6月依1998年通信及多媒體法規定要求ISP封鎖包括The Pirate Bay、 Megaupload及主要網路儲存服務網站在內的多個涉及侵權的網站。

- 印度：電信部在2011年7月命令ISP封鎖了13個涉及侵權的資料儲存網站（cyberlocker）；2012年3月15日印度高等法院要求387個ISP業者封鎖104個侵害著作權網站相關之IP位址、網域名稱伺服器及網址（URL）。

- 印尼：電信及資訊部（Communications and Information Technology Ministry）截至2011年7月已封鎖20個非法分享音樂的網站。未來並將擴大執行封鎖非法分享音樂之入口網站。

- 希臘：2012年5月希臘法院命令主要ISP業者阻斷其使用者進入二個知名侵權網站(www.ellinadiko.com 及www.music-bazaar.com.)。延遲執行之ISP業者將被科處罰金。

- 荷蘭：2012年1月荷蘭法院二個主要ISP業者Ziggo and XS4all阻斷其使用者進入「The Pirate Bay」網站。